# سیسیلیا کاستانو
سیسیلیا کاستانو (زاده ۱۰ فوریه ۱۹۵۳) دارای مدرک دکترای علوم سیاسی، استاد اقتصاد کاربردی، و مدرس در گروه اقتصاد کاربردی دانشگاه کمپلوتنسه مادرید است. او متخصص فناوری اطلاعات و تأثیر آن بر اشتغال و کار زنان است. او تحقیقات متعددی در مورد شکاف جنسیتی دیجیتال و دسترسی زنان به جامعه اطلاعاتی انجام داده‌است. او در سال 2006 برنامه تحقیقاتی در مورد جنسیت و جامعه اطلاعاتی دانشگاه آزاد کاتالونیا (UOC) را ایجاد کرد. او محقق مدعو در دانشگاه هاروارد، موسسه فناور ماساچوست و دانشگاه کالیفرنیا، برکلی بوده‌است.

## شغل حرفه ای
سیسیلیا کاستانو در سال ۱۹۷۴ در رشته علوم سیاسی از دانشگاه کامپلوتنس مادرید (UCM) فارغ‌التحصیل شد و در سال ۱۹۸۳ دکترای خود را دریافت کرد.
در سال ۱۹۷۵، او حرفه تدریس خود را در دانشکده علوم سیاسی و جامعه‌شناسی دانشگاه کامپلوتنس مادرید آغاز کرد. در سال ۱۹۷۶ به عضویت دپارتمان ساختار اقتصادی درآمد که از سال ۱۹۹۲ استاد آن بوده‌است.
وی از سال ۱۳۵۶ تا ۱۳۷۸ مشاور در کابینه فنی اتحادیه کارگری کمیسیون‌های کارگری بود. او از سال ۱۹۸۳ تا ۱۹۸۴ مشاور در کابینه فنی وزیر کار و تأمین اجتماعی دولت اسپانیا، زیر نظر وزیر خواکین آلمونیا بود.
او از سال ۱۹۸۴ تا ۱۹۸۵ عضو تیم تحقیقاتی فناوری‌های جدید، اقتصاد و جامعه به کارگردانی مانوئل کاستلز، جامعه‌شناس بود. او از سال ۱۹۸۷ تا ۱۹۸۸ با برنامه سازمان و مدیریت نوآوری (OGEIN) بنیاد شرکت سهامی عام مؤسسه ملی صنعت همکاری کرد.
در اواسط دهه ۱۹۹۰، او حرفه تحقیقاتی خود را از مطالعات در مورد تأثیر تغییرات تکنولوژیکی در بازار کار به تجزیه و تحلیل رابطه بین جنسیت و فناوری اطلاعات تغییر جهت داد.
از سال ۲۰۰۰ تا ۲۰۰۵ کاستانو پروژه‌های تحقیقاتی را در مؤسسه توسعه منطقه ای دانشگاه سویل و از سال ۲۰۰۰ تا ۲۰۰۶ در آزمایشگاه تحقیقاتی بخش خدمات دانشگاه آلکالا هدایت کرد.
در سال ۲۰۰۲ او در ایجاد کمیسیون برابری دانشگاه کامپلوتنس مادرید در دانشکده سیاست شرکت کرد.
از سال ۲۰۰۳ تا ۲۰۰۸ او عضو کمیته علمی مؤسسه بین رشته‌ای اینترنتی (IN3) دانشگاه آزاد کاتالونیا به کارگردانی مانوئل کاستلز بود. او عضو هیئت مشاوران دانشگاه کامپلوتنس و همچنین عضو هیئت مشاوران دانشکده روابط کار بود.
در سال ۲۰۰۵ او کتاب «زنان و فناوری‌های اطلاعاتی: اینترنت و پارچه زندگی ما»، را منتشر کرد. کتابی که در آن تحلیل می‌کند که فناوری اطلاعات تا چه حد و با چه ابزاری به مشارکت کامل زنان در فعالیت‌های اقتصادی و اجتماعی کمک می‌کند. اثرات آن، افزایش اشکال جدید نابرابری جنسیتی ناشی از بی سوادی دیجیتال است.
از سال ۲۰۰۶ تا ۲۰۱۲ او برنامه تحقیقاتی جنسیت و مؤسسه بین رشته‌ای اینترنتی (IN3) را هدایت کرد، که برای تجزیه و تحلیل موانع موجود در ادغام و ماندگاری زنان در مطالعات دانشگاهی، تحقیقات، و کسب و کار حوزه فناوری اطلاعات و همچنین سیاست‌هایی که در حوزه‌های مختلف اجرا می‌شود، ایجاد شد.
کاستانو همچنین رهبری رصدخانه برابری الکترونیکی دانشگاه کامپلوتنس مادرید را بر عهده دارد، که از سال ۲۰۰۶ به مطالعه وضعیت ادغام زنان در اینترنت در اسپانیا و اروپا پرداخته‌است.
در سال ۲۰۰۷ او یک محقق مدعو در مرکز مطالعات اروپایی مندیاگانزبورگ در دانشگاه هاروارد بود.
در سال ۲۰۰۸، او کتاب «دومین شکاف دیجیتالی» را منتشر کرد، که در بحث در مورد شکاف دیجیتالی جنسیتی، نیاز به توجه نه تنها به اتصال، بلکه به استفاده مردان و زنان از فناوری را نیز لحاظ کرد.
او در سال ۲۰۱۵ کتاب جمعی «زنان و رکود بزرگ» را تألیف کرد که در آن داده‌های بحران و تأثیر آن بر حقوق زنان تحلیل می‌شود. او عضو هیئت تحریریه مجموعه فمینیسم و عضو هیئت تحریریه مجله سیاست و جامعه دانشکده علوم سیاسی و جامعه‌شناسی (از سال ۱۹۹۷) است و برای رسانه‌های مختلف می‌نویسد.

## کتاب شکاف دیجیتال دوم
کاستانو چندین اثر را به تحلیل شکاف دیجیتالی جنسیتی اختصاص داده‌است، و وجود «دومین شکاف دیجیتالی جنسیتی» را بررسی کرده و هشدار داده‌است، نه تنها به نابرابری در دسترسی، بلکه در استفاده متفاوتی که مردان و زنان از آن‌ها می‌کنند اشاره می‌کند.

## کتاب‌ها
- Cambio tecnológico y mercado de trabajo en la industria del automóvil (1985)، وزارت کار و تأمین اجتماعی،شابک ‎۸۴-۷۴۳۴-۲۷۲-۴
- Tecnología, empleo y trabajo en España (1994)، سرمقاله Alianza،شابک ‎۹۷۸-۸۴-۲۰۶-۶۴۰۲-۶
- Salud, dinero y amor: Cómo viven las mujeres españolas de hoy (1996)، سرمقاله Alianza
- Las mujeres y las tecnologías de la información: Internet y la trama de nuestra vida (2005)، سرمقاله Alianza،شابک ‎۸۴-۲۰۶-۹۱۱۲-۷
- La segunda brecha digital (2008)، Ediciones Cátedra،شابک ‎۹۷۸۸۴۳۷۶۲۴۷۵۴
- Mujeres y poder Empresarial en España (2009)، سیسیلیا کاستانو کولادو، خواکینا لافارگا بریونس، کارلوس ایگلسیاس فرناندز، پیلار د فوئنتس رویز، خوان مارتین فرناندز، راکل یورنته هراس، ماریا جی. تورادو، خوزه لوئیس مارتینز کانتوس، مادرید: Instituto de la Mujerشابک ‎۹۷۸-۸۴-۶۹۲-۴۰۲۲-۹
- Género y TIC. Presencia, Posición y Políticas (2010)، UOC Editions،شابک ‎۹۷۸۸۴۹۷۸۸۹۳۴۶
- Género, ciencia y tecnologías de la información (2014)، ژولیت وبستر و سیسیلیا کاستانو، سرمقاله آرستا،شابک ‎۹۷۸۸۴۹۴۱۴۵۶۶۷
- Las mujeres en la gran recesión (2015)، اولگا کانتو سانچز، سیسیلیا کاستانو کولادو، اینماکولادا سبرین لوپز، دیگو دوئناس فرناندز، خوان آنتونیو فرناندز کوردون، کارلوس ایگلسیاس فرنانگلونتز، کارلوس ایگلسیاس فرنانگلونتز، رانوئلونک، رانس مارتینز کانتوس، گلوریا مورنو ریموندو، کنستانزا توبیو، سرمقاله Cátedra،شابک ‎۹۷۸-۸۴-۳۷۶-۳۳۷۳-۲